# Tredy
tredy Fashion GmbH ist ein deutsches Modeunternehmen mit Sitz in Brüggen.

## Geschichte
Das Unternehmen Tredy Handels GmbH wurde 2005 von Barbara Reinwaldt und Christina ten Napel-Bauer gegründet. Zuerst belieferte das Unternehmen Modeboutiquen mit den eigenen Kreationen im Bereich Damenoberbekleidung. Dieses Konzept erwies sich jedoch als wenig wirtschaftlich. Bereits 2006 war eine eigene Filiale eröffnet worden. Diese Entwicklung wurde ab 2008 forciert. Mit insgesamt 17 in kürzester Zeit eröffneten Läden wurde die Basis für die Wirtschaftlichkeit des Unternehmens gelegt. 2023 verfügte das Unternehmen über mehr als 163 Filialen. Die Mittelstands- und Wirtschaftsvereinigung der CDU in Nettetal verlieh dem Unternehmen Ende 2014 die Matthias-Timmermanns-Gedenkmedaille.
Ende 2015 wurde der Unternehmenssitz von Viersen nach Brüggen in ein neu errichtetes Gebäude verlegt. Die Tredy Handels GmbH fungiert als Großhandelsunternehmen, gleichzeitig erfolgt in dieser Firma auch das Design und der Einkauf der Waren. Der Filialvertrieb erfolgt über die Tredy-fashion GmbH. 2021 übernahm Markus Kindler die Geschäftsführung der Tredy-fashion GmbH. Im Februar 2022 schied Barbara Reinwaldt aus der Geschäftsführung der beiden Unternehmen aus.
Die Herstellung der Kleider erfolgte vor allem in der Türkei.